# Challenger de Chennai 2023
El torneo Chennai Open Challenger 2023 fue un torneo de tenis perteneció al ATP Challenger Tour 2023 en la categoría Challenger 100. Se trató de la 3.ª edición, el torneo tuvo lugar en la ciudad de Chennai (India), desde el 13 hasta el 19 de febrero de 2023 sobre pista dura al aire libre.

## Jugadores participantes del cuadro de individuales
| Favorito | País                       | Jugador              | Rank1 | Posición en el torneo |
| -------- | -------------------------- | -------------------- | ----- | --------------------- |
| 1        | Bandera de China Taipéi    | Chun-hsin Tseng      | 108   | Segunda ronda         |
| 2        | Bandera de Australia       | James Duckworth      | 137   | Cuartos de final      |
| 3        | Bandera de Austria         | Sebastian Ofner      | 152   | Primera ronda         |
| 4        | Bandera del Reino Unido    | Ryan Peniston        | 159   | Primera ronda         |
| 5        | Bandera de Italia          | Luca Nardi           | 164   | Primera ronda         |
| 6        | Bandera de Italia          | Francesco Maestrelli | 183   | Primera ronda         |
| 7        | Bandera de República Checa | Dalibor Svrčina      | 184   | Segunda ronda         |
| 8        | Bandera de Bulgaria        | Dimitar Kuzmanov     | 192   | Segunda ronda         |

- 1 Se ha tomado en cuenta el ranking del 6 de febrero de 2023.

### Otros participantes
Los siguientes jugadores recibieron una invitación (wild card), por lo tanto ingresan directamente al cuadro principal (WC):
- Prajnesh Gunneswaran
- Ramkumar Ramanathan
- Leo Borg

Los siguientes jugadores ingresan al cuadro principal tras disputar el cuadro clasificatorio (Q):
- Alibek Kachmazov
- James McCabe
- Sumit Nagal
- Petr Nouza
- Carlos Sánchez Jover
- Mukund Sasikumar

## Campeones

### Individual Masculino
- Max Purcell derrotó en la final a  Nicolás Moreno de Alborán, 5–7, 7–6(2), 6–4

### Dobles Masculino
- Jay Clarke /  Arjun Kadhe derrotaron en la final a  Sebastian Ofner /  Nino Serdarušić, 6–0, 6–4